# Carlos O'Donnell y Joris
Carlos Luis O'Donnell Joris (Ferrol, 22 de noviembre de 1801-Echauri, 17 de mayo de 1835) fue uno de los militares más destacados de la primera guerra carlista. 

## Biografía
Era jefe de escuadrón de la Guardia Real cuando Carlos María Isidro de Borbón llamó a las armas a sus partidarios.
Con objeto de reunirse con el pretendiente, marchó a Francia en la unión de otros muchos oficiales de la Guardia Real que no querían servir a la reina viuda María Cristina de Borbón-Dos Sicilias. Carlos O'Donnell fue recibido con los brazos abiertos, pues se le tenía por uno de los oficiales más distinguidos del Ejército. Zumalacárregui le encargó que organizara la caballería carlista, misión que aceptó y en la que demostró sus dotes de caudillo. A poco de llegar al campo carlista, Carlos O’Donnell fue ascendido a mariscal de campo de las filas carlistas.
En mayo de 1835 O'Donell falleció en Echauri, en el campo de batalla delante de los muros de Pamplona tras vencer en un combate decisivo:

Ganó Zumalacárregui, si se mira tan sólo a la conquista de la posición y a los cien prisioneros que hizo; pero la jornada le fue desfavorable en otro respecto, porque perdió al jefe y organizador de su caballería, D. Carlos O'Donnell. Viéndole moribundo, dijo: «Pérdida irreparable. Valía él mucho más que todo lo que hemos ganado en este encuentro».
Fragmento de obra de Benito Pérez Galdós, Zumalacárregui, Capítulo XXVII.